# Cronimet
Cronimet Holding GmbH er en tysk metalgenbrugs- og metalhandelsvirksomhed. De genbruger og handler jern, stål og andre primære metaller. De har hovedkvarter i Karlsruhe, hvor Günter Pilarsky grundlagde en skrothandel i 1980.